# Tatiana Stanovaïa
 (février 2022).
Tatiana Stanovaya (en russe : Татьяна Становая) est une politologue russe née en 1978 à Moscou. Dans les années 2020, elle étudie et publie sur les groupes de pression qui pourraient influencer les politiques intérieure et étrangère de la Russie.

## Biographie
Tatiana Stanovaya naît à Moscou en 1978.
En 1998, elle commence à travailler pour la société russe Severstal en tant qu'analyste politique. En 2000, elle est diplômée de l'Université internationale et indépendante de l’environnement et de la politique. La même année, elle rejoint TsK, une société de relations publiques qui fournit des notes d'analyses politiques à l'un des producteurs d'acier de la Russie. En 2005, elle complète des études à l'Université d'État de Moscou avec une spécialité en administration de l'État et administration municipale.
À partir de 2005, elle rejoint les rangs du Center for Political Technologies, une firme russe de consultants en politique, où elle a été nommée chef du département des analyses. En 2010, elle s'établit en France où elle poursuit ses travaux pour le compte du Centre for Political Technologies. 
En 2018, elle fonde R. Politik en France, une firme d'analyse politique centrée sur la Russie. En juin 2019, elle rejoint le Moscow Carnegie Center en tant que chercheure non résidente. 
En octobre 2019, elle déclare que le président russe Vladimir Poutine souhaite que Donald Trump demeure au pouvoir au nom des intérêts russes.
En février 2021, elle affirme que la diminution du soutien envers Vladimir Poutine n'est pas seulement causée par l'activité politique d'Alexeï Navalny et ses partisans, mais aussi par trois autres facteurs : six années de baisses de revenus, une détérioration des conditions sociales et moins d'enthousiasme populaire pour l'annexion de la Crimée en 2014.
En décembre 2021, elle déclare que le gouvernement de Vladimir Poutine a décidé d'éliminer toute opposition intérieure à ses projets politiques, démontrant sa décision de ne plus soutenir une forme de démocratie à l'intérieur de la Russie.
Dans la foulée d'une tension prononcée entre la Russie, l'Europe et les États-Unis, elle déclare en janvier 2022 : « La Russie se rend à l'évidence : peu importe l'état du conflit dans l’est de l'Ukraine, Kiev se rapproche constamment de l'OTAN et leur coopération militaire se soude. La Russie [...] a décidé qu’il fallait adopter une approche radicale pour renverser la tendance. »
En 2022, elle publie un bulletin bimensuel sur la politique russe.
En 2022, elle avait publié plus de 2 000 articles sur la politique intérieure et la politique étrangère de la Russie.
En 2023, elle affirme que, à la suite du prolongement de la guerre en Ukraine, les élites politiques russes sont moins enthousiastes vis-à-vis du leadership de Vladimir Poutine. Elle mentionne que beaucoup de gens croient que le système politique russe est fortement dépendant de Poutine, alors qu'il dépend pour beaucoup des élites politiques russes qui sont capables de poursuivre le régime actuel avec ou sans Poutine. Elle classe les élites politiques en deux catégories : les technocrates et les patriotes. Les premiers soutiennent le régime en éxécutant passivement les ordres, alors que les deuxièmes croient que la Russie serait meilleure s'il y avait plus de répression et une plus grande militarisation. Selon Stanovaya, en cas de défaite en Ukraine, les élites craignent pour leur sécurité, alors que le peuple craint une attaque de l'OTAN. Elle affirme que les sanctions imposées à la Russie n'empêchent pas les commerces courants de fonctionner. Elles ne feraient que renforcer le sentiment de bien faire parmi les élites et augmenter le soutien de la population envers la guerre. Toutefois, elle craint que le régime ne s'auto-détruise car les élites vivraient dans un monde déconnecté de la réalité géopolitique internationale.